# 石﨑孟
石﨑 孟（いしざき つとむ、1946年 - ）は、日本の実業家、編集者。マガジンハウス元代表取締役社長、一般社団法人日本雑誌協会元理事長。

## 人物・経歴
1946年、東京都港区出身。1969年3月、立教大学経済学部経済学科卒業。
同年4月、平凡出版（現・マガジンハウス）入社。『an・an』『クロワッサン』『POPEYE』『BRUTUS』などの編集に携わる。
1987年、同社書籍出版局編集長、1995年、企画制作局局長、2000年、取締役書籍出版局局長を歴任。
2002年12月、同社代表取締役社長に就任。一般社団法人日本雑誌協会理事長も務めた。